# Porte d’Aval

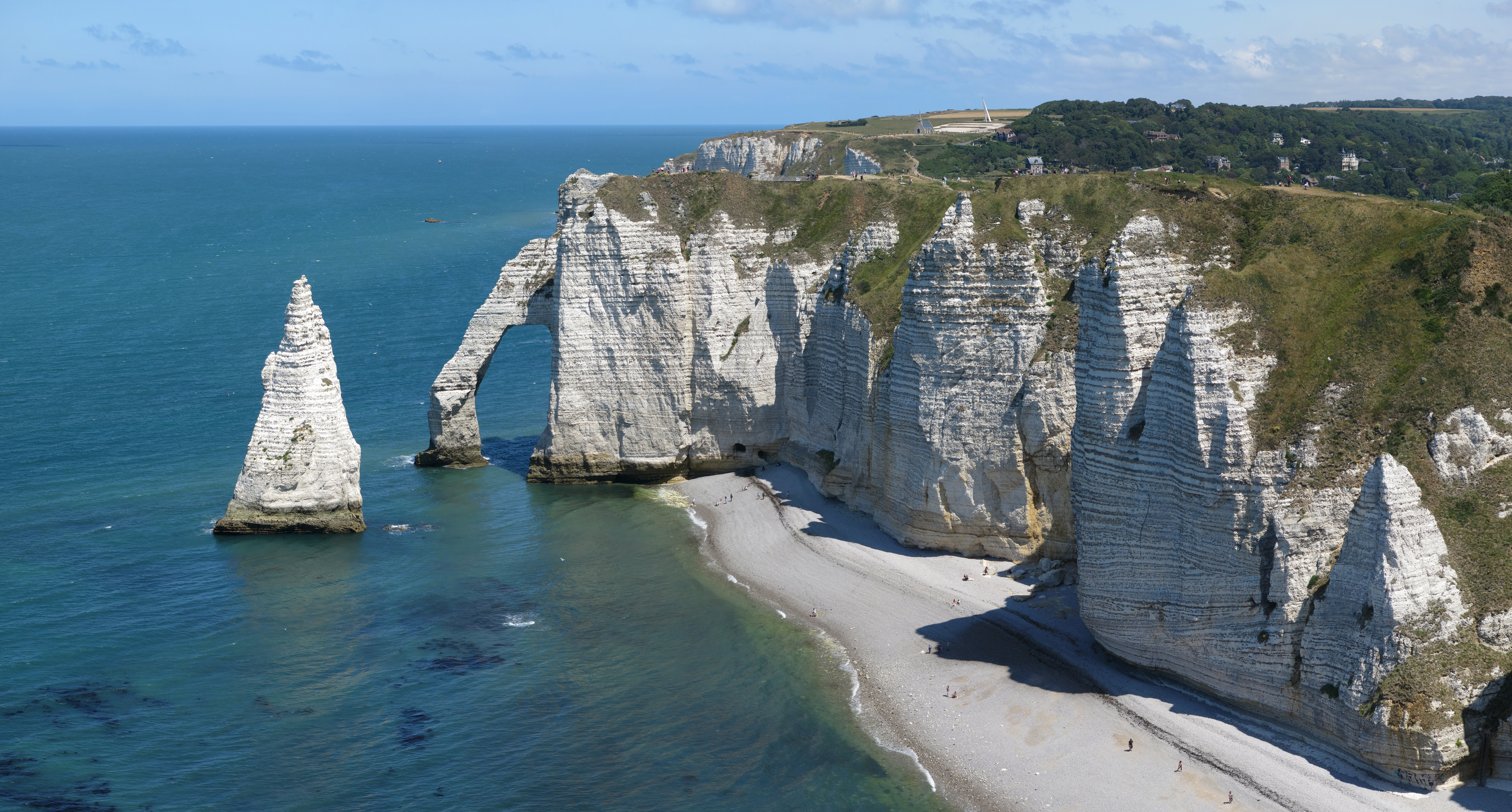
Porte d’Aval, Westseite, 2019

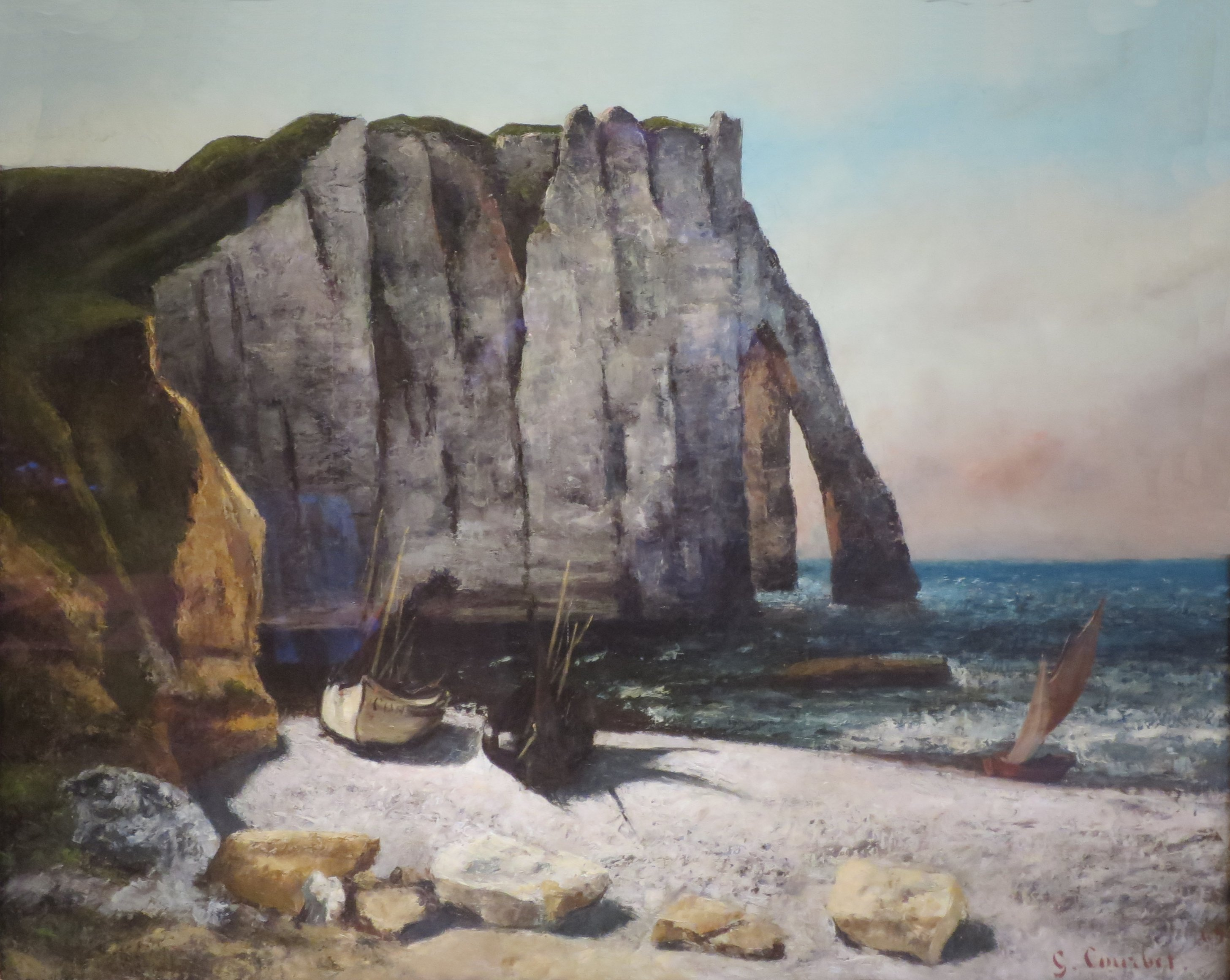
Porte d’Aval auf einem Gemälde von Gustave Courbet von 1869

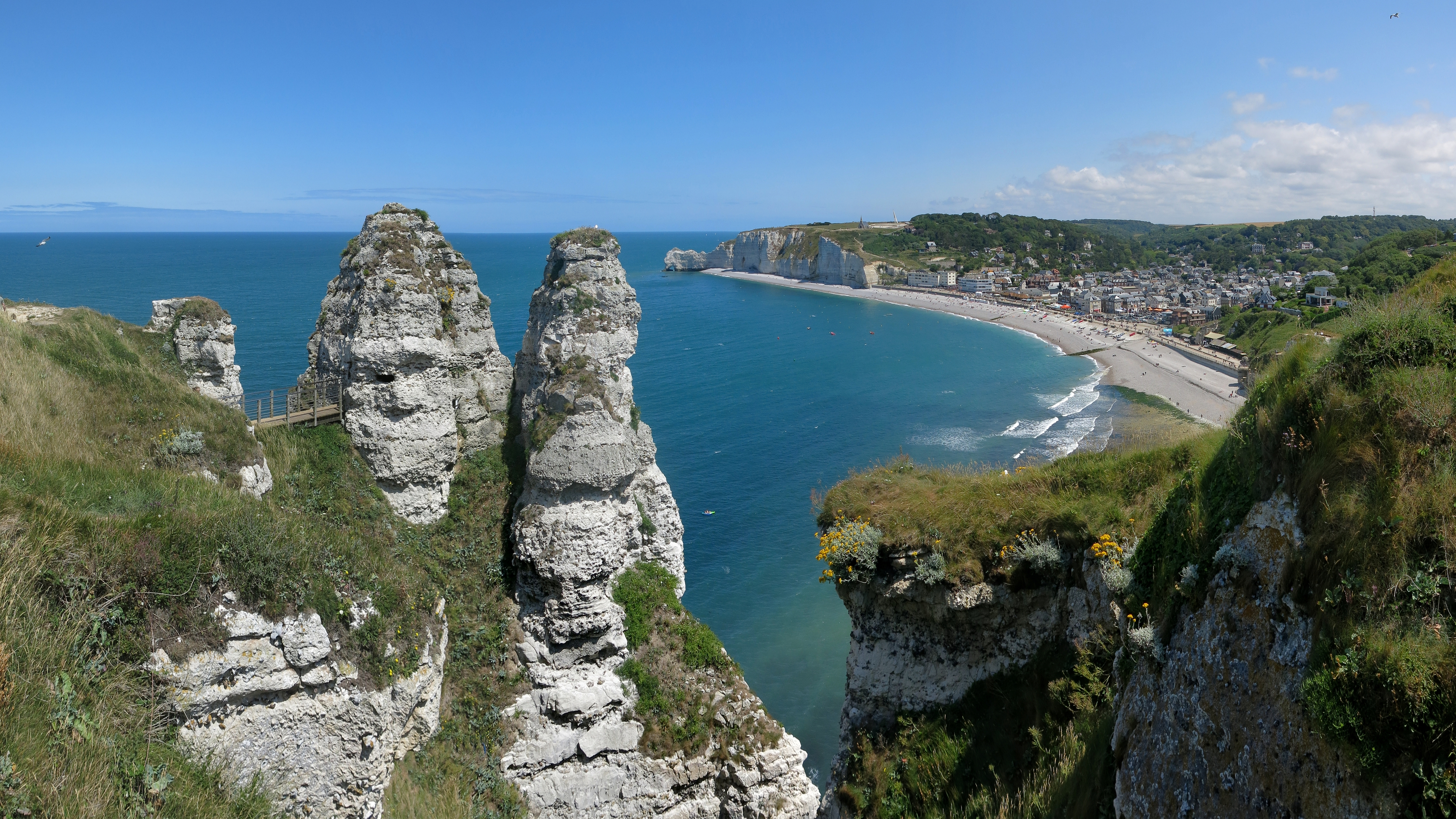
Felsspitzen auf der Porte d’Aval mit dem Chambre des Demoiselles

Die Porte d’Aval ist eine markante Felsformation an der Alabasterküste in der Normandie in Frankreich.
Der weiße von braun-schwarzen Lagen aus Feuersteinen durchzogene Kreidefelsen erstreckt sich etwa 100 Meter in nordwestlicher Richtung in den Ärmelkanal hinein. Für den Felsen an sich besteht auch der Name Falaises d’Aval. Sein nördliches sehr schmales Ende bildet einen hohen, Arche genannten Felsenbogen. Westlich ist dem Felsen im Wasser stehend die Felsennadel Aiguille d’Etretat vorgelagert. Südwestlich erstreckt sich die Valleuse de Jambourg. Die Porte d’Aval gehört zum Gebiet der Gemeinde Étretat.
Auf der Ostseite der Porte d’Aval befinden sich zwei Felsspitzen, von denen eine künstlich geschaffen wurde. Ein Steg führt dort von der Oberseite der Porte d’Aval zur Höhle Chambre des Demoiselles. In der Ostflanke des Felsens befindet sich eine weitere, Trou à l’Homme genannte Höhle.
Die Porte d’Aval war ein häufiges Motiv von Malern. So ist sie auch auf Bildern von Gustave Courbet und Claude Monet zu sehen. Zu sehen war sie auch in der Netflix-Serie Lupin.